# Ippensen (Vierden)
Ippensen ist eine Ortschaft der Gemeinde Vierden im Landkreis Rotenburg (Wümme) in Niedersachsen. Zu Ippensen gehören die Ortsteile Groß- und Klein Ippensen sowie der Weiler Ippensen-Süd.

## Geografie

### Lage
Ippensen liegt auf der zur Stader Geest gehörenden Zevener Geest im Elbe-Weser-Dreieck. Die nächstgrößeren Städte sind Zeven (15 km), Bremervörde (35 km) und Buxtehude (25 km). Das nächste Grundzentrum, Sittensen, liegt 8 km entfernt.
Hamburg liegt 65 km und Bremen 74 km entfernt. Beide Metropolen sind gut über die A 1 erreichbar.

### Nachbarorte
| Wangersen 5 km, Bremervörde 36 km                   | Klein Wangersen 3 km, Stade 33 km           | Wohnste 7 km, Buxtehude 25 km                     |
| Sellhorn 4 km, Steddorf 5 km, Selsingen 20 km       | Kompassrose, die auf Nachbargemeinden zeigt | Vierden 4 km, Buchholz in der Nordheide 39 km     |
| Marschhorst 7 km, Klein Meckelsen 4 km, Zeven 15 km |                                             | Nüttel 4 km, Sittensen 8 km, Schneverdingen 44 km |

### Flora und Fauna
Früher war Ippensens Gemarkung durch Wald-, Moor- und Heideflächen geprägt. Das jetzige Bild der Feldmark ist größtenteils durch Kulturlandschaften (Grün- und Ackerland) geprägt.

### Ortsgliederung
Der Ortskern und größte Ortsteil von Ippensen ist Groß-Ippensen. Im südlichen Teil der Ortschaft liegt der Weiler Ippensen-Süd, der gemäß der Hauptsatzung kein eigener Ortsteil der Gemeinde Vierden ist. Zwischen den beiden Orten liegt der Sportplatz des SV Ippensen.
Klein Ippensen liegt nordwestlich von Groß Ippensen und besteht aus etwa einem Dutzend Häusern. Die Grenze zwischen den beiden Dörfern ist der Kuhbach, ein Fluss, der in die Oste mündet.

## Geschichte

### Ortsname
Der Ortsname leitet sich wahrscheinlich vom germanischen Namen Ippo ab.

### Ortsgeschichte

#### Vor- und Frühgeschichte
Beim Bau des Radwegs Richtung Sellhorn, kurz hinter Klein Ippensen, wurde 1989 eine Einzelgrabanlage entdeckt. Archäologische Untersuchungen ergaben, dass die Grabanlage um 2000 v. Chr. entstanden ist.

#### Mittelalter
1335 erfolgte die erste urkundliche Erwähnung Ippensens in einem Güterverzeichnis des Buxtehuder Klosters als Groten- und Lutken Yppensen.

#### Neuzeit
1729 bestand der Ort aus zehn Vollhöfen, einem Halbhof und einem Neusiedler. Bei einem Brand 1788 brannten drei Höfe ab; mindestens einer wurde wieder aufgebaut.
1859 bestand der Ort aus einunddreißig Häusern und zehn Vollhöfen. In der Franzosenzeit mussten die Bauern aus Ippensen beim Bau der Napoleonsstraße von Paris über Bremen, Scheeßel und Hamburg nach Lübeck helfen. Zudem mussten sie Kriegsgerät nach Magdeburg transportieren.
1851 hatte der Ort drei Grundeigentümer.
Durch den Bau der Eisenbahnstrecke Zeven-Tostedt ersparten sich die Ippensener Bauern den weiten Weg für Güter wie Dünger zum Bahnhof Tostedt. Sie konnten jetzt zu den Bahnhöfen Kuhmühlen und Sittensen gehen, was ihnen viel Zeit ersparte.

#### Weltkriegszeit
Während des Ersten Weltkrieges kamen zahlreiche Menschen aus Gelsenkirchen nach Ippensen, um der Hungersnot und Arbeitslosigkeit in der Stadt zu entgehen. 13 Soldaten aus Ippensen fielen. Ihnen zu Ehren wurde 1922 ein Kriegerdenkmal eingeweiht.
1919 wurde die Dorfstraße befestigt und 1928 der Kirchenweg nach Sittensen gebaut. Die Kolonie Ippensen-Süd wurde 1929 gegründet.
Ab 1933 hatte die NSDAP in Ippensen das Sagen. Der Bürgermeister wurde nicht mehr demokratisch gewählt, sondern von der Partei ernannt.
In den 1930er Jahren wurde im Ort der erste Trecker (ein Lanz Bulldog) angeschafft. Im Ort waren fünf Autos zugelassen; der Lehrer fuhr ein Motorrad mit Beiwagen.
1938 bestand der Ort aus fünfunddreißig Häusern und hatte 236 Einwohner.
Während des Zweiten Weltkrieges mussten Kriegsgefangene auch auf den Höfen in Ippensen arbeiten. Es fielen 18 Soldaten.
Durch am 19. April 1945 aufgestellte englische Panzerspähwagen kündigte sich das Kriegsende an.
Durch Heimatvertriebene stieg die Einwohnerzahl von 236 auf plötzlich 400 an.

#### Nachkriegszeit
Nur langsam erholte sich das Dorf. Es wurden neue Einfamilienhäuser errichtet.
1989 wurde das Neubaugebiet Ippensen-Farm ausgewiesen.

### Regionale Angehörigkeit
Laut Vörder Register war Ippensen bereits 1408 Teil der Börde Sittensen.
In der Franzosenzeit gehörte Ippensen von 1810 bis 1811 zur Mairie Vierden im Kanton Zeven im Königreich Westphalen und unter Napoleon von 1811 bis 1814 zur Mairie Groß-Sittensen im Kanton Zeven im Französischen Kaiserreich.
Vor 1885 gehörte Ippensen wieder zur Börde Sittensen im Amt Zeven, nach 1885 zum Kreis Zeven, ab 1932 zum Landkreis Bremervörde und seit 1977 zum Landkreis Rotenburg (Wümme).
Am 1. März 1974 verlor Ippensen seine Eigenständigkeit und wurde nach Vierden eingemeindet.

### Religion
Ippensen ist evangelisch-lutherisch geprägt und gehört zum Kirchspiel der St. Dionysius-Kirche in Sittensen.

## = Bauwerke
- Wohn- und Wirtschaftsgebäude Groß Ippensen 12 vom 19. Jahrhundert in Fachwerk und mit Niedersachsengiebel, sowie Anbau von 1912

### Vereine
- Freiwillige Feuerwehr
- SV Ippensen
- Landfrauenverein Vierden/Ippensen

## Wirtschaft, Verkehr, Infrastruktur

### Wirtschaft
Wichtigster Erwerbszweig ist die Landwirtschaft, früher noch auf die Schafzucht spezialisiert.

### Verkehr
Durch Ippensen verlaufen drei Kreisstraßen zusammen: Die K 139 geht im Norden als K 54 in den Landkreis Stade über nach Ahrenswohlde, wo sie sich mit der L 127 kreuzt. Sie verläuft dann weiter nach Ahlerstedt, wo sie an der L 124 endet. Nach Süden verläuft die K 139 über Ippensen-Süd nach Lengenbostel bei Zeven, wo sie in der L 130 endet. In Groß Ippensen zweigt die K 134 ab, die über Steddorf nach Heeslingen führt, wo sie in der L 124 endet. Von der K 134 zweigt dann noch in Groß Ippensen die K 123 ab, die über Klein Meckelsen und Groß Meckelsen führt. Dort endet sie in der L 142.
Der nächste Autobahnanschluss ist die A 1 in Sittensen.
Der nächste Bahnhof in Kuhmühlen bei Groß Meckelsen steht an der stillgelegten Bahnstrecke Wilstedt–Tostedt.

### Bildung
Bis 1815 besuchten die Kinder aus Ippensen noch die Sonntagsschule in der Kirche Sittensen. Um 1815 wurde die erste Schule in Ippensen gegründet. Als Unterrichtsraum diente entweder eine Wohnstube oder das Backhaus. Lehrer waren vom Pastor ausgewählte Knechte und Tagelöhner, die nur notdürftig lesen, schreiben und rechnen konnten.
1848 wurde das erste Schulhaus gebaut, das eine 25 m² große Schulstube hatte. Ab 1950 wurden ausgebildete Lehrkräfte eingestellt. Die Kosten trug bereits damals die Gemeinde.
Nach 1918 wurde eine neue Schule gebaut und 1966 wieder geschlossen. Die Grundschule gibt es in Klein Meckelsen.